# Mundo virtual educativo
Los mundos virtuales o ambientes multiusuario virtuales (Multiuser Virtual Environments en inglés) son un sistema que permite la participación, sino que también se trata de un espacio colaborativo de alto nivel, de simulación, de comprobación de hipótesis, de interacción, de creatividad y desempeño.
En el mundo virtual educativo participan tanto el equipo docente como el alumnado para generar aprendizajes y desarrollar distintas habilidades tales como la habilidad social. Los alumnos pueden visionar documentos y realizar debates para construir conocimientos de forma colaborativa.

## Definición
Entendemos por mundo virtual educativo (MUVE) al espacio en el que se comparte y se pone en común opiniones, conocimientos y experiencias participando e interactuando todos los usuarios de manera colaborativa. Son creados con fines educativos. Con respecto a la definición de mundos virtuales educativos, son los mundos virtuales cuya creación tiene un fin educativo, que serán de gran utilidad tanto para educadores como alumnos en el proceso de enseñanza-aprendizaje.
Un mundo virtual es un entorno simulando a un entorno real donde se accede a través del ordenador y se representa al mundo en tres dimensiones. Los participantes pueden interactuar con otros usuarios a través de un avatar.
Los mundos virtuales educativos (MVE) ofrecen una plataforma interactiva para el alumnado desde la práctica constructivista. Brindan la oportunidad de participar en actividades sociales, donde elementos cognitivos y sociales se entrelazan para apoyar el aprendizaje significativo en el alumnado, la creación de conocimientos y su comprensión.

## Origen de los mundos virtuales
En 1962 se inventa el sensorama, un aparato de simulación realista que proyectaba imágenes estereoscópicas generando viento y logrando con ello producir aromas. En 1968 se desarrolla la primera experiencia de realidad aumentada: la espada de Damocles que fue considerada el primer Head-up display. Este aparato permitía al usuario percibir información de manera visual.
Uno de los principales impulsores que originaron los mundos virtuales fueron los videojuegos. En 1979, las universidades con acceso a internet popularizaron juegos de rol fantásticos en interfaces textuales. En 1986 se crea el primer mundo virtual Habitat, un chat gráfico que permitía a los usuarios elegir sus propios avatares con la finalidad de comunicarse entre ellos.
En los años 1990, Sun Microsystems, Sense9, Industrias W, Division, Silicon Graphics e IBM diseñaron plataformas para crear escenarios de realidad virtual. En 1992, el término de mundo virtual o metaverso aparece en la publicación de la novela de ciencia ficción Snow Crash de Neal Stephenson, donde esta se refiere al término como ficticio dando la sensación de realidad. Los orígenes de los mundos virtuales en Internet nacen con VRML (lenguaje de modelado de realidad virtual). Este lenguaje tiene como objetivo crear objetos tridimensionales interactivos, su estructura es jerárquica que usa nodos, eventos y campos para construir escenarios virtuales reales estáticos y dinámicos. Otros ejemplos son Active Worlds (1995) que permitía a los jugadores crear objetos o Habbo Hotel (2000), destinado a la infancia y vinculado con la decoración de habitaciones.
En junio del 2003, la empresa Linden Lab lanzó Second Life, un mundo virtual 3D con muchos usuarios que eran representados por avatares controlados por seres humanos detrás de un ordenador. En 2005 tuvo un crecimiento llegando a un millón de usuarios en 2006. Después del éxito de Second Life, surgieron nuevos proyectos como Wonderland de Sun Microsystems basado en tecnologías JAVA, Opensimulator de código abierto que aplicaron ingeniería inversa de la liberación del cliente de conexión con SL, Lively de Google desarrollaron micromundos 3D que podían estar hasta veinte usuarios. Otra de las evoluciones de mundos virtuales son los MMOLE cuyo objetivo principal es el aprendizaje en salones virtuales para múltiples usuarios.

## Características de los mundos virtuales como recursos educativos
Estos espacios nos proporcionan herramientas más estimulantes y motivadoras que la educación tradicional. Las características más importantes son las siguientes:
- El profesorado toma un rol de guía, para facilitar el aprendizaje.
- Se proponen simulaciones del mundo real, con lo cual, preparan mejor al alumnado para la resolución de problemas.
- La comunicación es mucho más equitativa, provocando un mayor grado de participación del alumnado.
- La asistencia es controlada cuando el alumnado participa en las tareas propuestas por el docente.

Además, otras características que podemos encontrar son las siguientes:
- Simulación de un espacio 3D que sigue existiendo una vez después de salir del mundo virtual.

- Un avatar que se puede personalizar y representa al usuario

- Interacción entre distintos usuarios de forma simultánea mediante texto, voz y gestos realizado por los avatares.

- Creación de objetos en el entorno como casas, recursos, edificios…).
- Intercambio económico de productos, existencia de moneda, así como venta de propiedades de espacios virtuales.

Dentro de los diferentes entornos virtuales existentes, se reúnen una serie de distinciones que les caracterizan:

Estos mundos virtuales pueden ser implementados con fines educativos debido a que poseen características tales como:
- Ambientes multiusuario.
- Interacción individual a través de avatares.
- Alto impacto inmersivo.
- Poseen gráficos interactivos (3D).
- Permiten diseñar y desarrollar actividades lúdicas, informativas, foros de discusión, de simulación, etc.

### Presencia social
Es a través de los avatares como los usuarios pueden percibir al resto de los usuarios de forma real, así como ofrecen la posibilidad de poder relacionarse estableciendo relaciones sociales y emocionales entre los distintos usuarios del mundo virtual.

### Presencia cognitiva
Alude al proceso a través del cual adquirimos un aprendizaje determinado. Existen múltiples enfoques cognitivos y por esta razón, debemos ofrecer un modelo educativo conforme a las necesidades particulares del contexto. Se busca reflexionar de modo crítico ante el aprendizaje, de forma individual o en grupo. Incluyendo tareas de análisis de información, selección y modificación de la misma, perseguimos este mismo fin. De este modo, los enfoques constructivistas cobran mayor relevancia, conectivistas, y cognitivistas.

### La interacción
La interacción es un factor de gran relevancia en la educación en línea, pero junto a este factor se precisa de otros factores más para que se origine un aprendizaje en el alumnado, siendo el docente quien guía y orienta el proceso de enseñanza-aprendizaje.
En la educación en línea, es a través de la interacción como se establecen vínculos afectivos entre los alumnos e intercambian información de diversos temas dando lugar a un aprendizaje colectivo. Son los alumnos quienes construyen su conocimiento de forma colaborativa. La figura del docente es muy relevante en el proceso de enseñanza, puesto que es él quien planifica las actividades, las desarrolla, así como organiza el tipo de relaciones que los alumnos van a tener en el transcurso del curso.
El afecto es otro factor muy importante en la educación en línea, ya que ayuda a los alumnos a no sentirse solos y contar con una presencia social tanto por parte del alumnado como del docente. Esto da lugar a un sentimiento de bienestar y alta motivación en el alumnado que desemboca en la consecución de los objetivos planteados dando lugar al aprendizaje.

## Razones pedagógicas por las que usar mundos virtuales en educación
La era de la digitalización propone una reflexión y un cambio de la sociedad en general. Esto no podemos apartarlo del ámbito educativo. En esta revolución aparecen los espacios 3 D y recursos digitales que nos presentan a los docentes recientes contextos de actuación para desarrollar nuestras prácticas educativas abiertas introduciendo estas herramientas.
Un entorno virtual de aprendizaje provee de varias ventajas a sus usuarios. Podemos recalcar los siguientes:
1. Participar en actividades sociales en situaciones derivadas de contextos cotidianos.
2. Creación de conocimiento para ser utilizado en la construcción de significado y resolución de problemas en la escuela y fuera de ella.
3. Facilitan el aprendizaje cooperativo e interdisciplinar.
4. Fomenta la motivación intrínseca y extrínseca.
5. Dan respuesta a las necesidades individuales y grupales del alumnado.
6. Fomentan el aprendizaje significativo referido a utilizar los conocimientos previos del alumno para construir un nuevo aprendizaje. El profesor actúa como guía y mediador entre los conocimientos y los alumnos.
7. Permiten el feedback instantáneo recabando información que potencien las habilidades de los demás y faciliten su aprendizaje.
8. Exigen el aprendizaje cros curricular posibilitando el pensamiento crítico, el liderazgo social, académico y humano.}.
9. Son medios experimentales ofreciendo un entorno inmersivo donde los usuarios perciben la sensación de estar dentro de las situaciones y eventos que ocurren..
10. Permiten crear comunidades alrededor del juego involucrando personas de procedencias alejadas geográfica y culturalmente.[23]
11. Se relacionan con el material sin importar dónde esté[24]
12. Adaptado al curriculum permitiendo el desarrollo de habilidades y competencias[21]
13. Parte de un enfoque constructivista, experimental y práctico[25]

Potencialidades y beneficios que conlleva el uso de mundos virtuales en el ámbito de la educación:
1. El estudiante es capaz de mantener el control como, por ejemplo, a través de la supervisión y creación de su avatar.
2. La colaboración se destaca entre el alumnado creándose así una comunidad de aprendizaje.
3. Inmediatez y sincronía del mundo que les rodea.
4. Necesidad de experiencias e intercomunicación en mundos virtuales en 3D.
5. Incorporación de contenido digital creado y compartido por los estudiantes, es decir, se realiza un intercambio de información.
6. El estudiante es inmerso y atraído por los mundos virtuales a través de la interacción.
7. Permiten mejorar el proceso de exploración y autoconciencia, siendo más críticos y reflexivos, así como educar en valores como la tolerancia.[24]
8. El alumno es protagonista y participa de forma activa en el proceso[21]
9. Sincronización con el mundo que les rodea[20]

Mediante los mundos virtuales el estudiante va a unir la nueva información con sus ideas previas, reorganizando y transformando esa combinación, lo que va a posibilitar descubrir medios y fines que al principio no reconocía. Además, el estudiante genera proposiciones que van a representar distintas soluciones a los problemas planteados, hecho que genera una gran motivación.
El docente además de transmitir conocimientos, ayuda y propone recursos convirtiendo al alumnado en protagonista de su propio aprendizaje. Se fomentan así actitudes que favorecen aprendizajes activos. A su vez, estos sistemas permiten asignar tareas con mayor experimentación y recrear situaciones sociales con las cuales enseñar valores y habilidades a los niños.
Para adaptarse a estos espacios colaborativos se requieren herramientas digitales, recayendo su incorporación en las aulas en gran medida sobre el docente. Su implicación es primordial para crear un cambio pedagógico.
Además, estos profesionales deben conseguir habilidades interpersonales, compromiso para enseñar y trabajar, y una adecuada formación sobre la integración y manejo de los mundos virtuales educativos, aportando todo ello mayores beneficios en la formación de los estudiantes.
Los mundos virtuales educativos, además de las tareas de enseñanza tradicional, proponen más recursos permitiendo al alumnado acceder a más contenidos. Por consiguiente, mejoran la adquisición y comprensión de los mismos motivados por aprendizajes cooperativos y exploratorios que facilitan la formación continua. Además, mediante las TIC, se puede compartir la información obtenida o trabajar competencias en lectoescritura.

## Factores de los que depende la aceptación de los mundos virtuales
El Modelo de aceptación de tecnología se desarrolló inicialmente para explicar o predecir la aceptación de sistemas basados en ordenador y factores subyacentes. El modelo, que ha sido validado por numerosas tecnologías orientadas a la productividad como los procesadores de texto, ha mostrado los mundos virtuales educativos como una herramienta generalmente percibida como útil, aunque no para todos de fácil de utilizar.
Aun así,  estudios recientes sugieren que aproximaciones como el Modelo de aceptación de tecnología podrían no funcionar bien con las actuales tecnologías orientadas al entretenimiento como los juegos en línea multijugador o los mundos virtuales educativos. Teniendo en cuenta que los mundos virtuales educativos tienen un amplio elemento de entretenimiento, es importante contemplar este consumo hedónico para poder explicar su uso y aceptación.
De hecho, varios estudios han reportado un impacto significativo de estos constructos en explicar el consumo de tecnologías o sistemas orientados al entretenimiento, incluidos los juegos en línea, entornos de aprendizaje en línea, música, o las apuestas.
Según dichos autores, la tradicional visión económica de productos como objetos sería vista como inapropiada para productos que su uso está basado en satisfacer deseos emocionales en lugar de cumplir funciones utilitarias. 
Aun así, el estudio concluye que el disfrute percibido no tiene un impacto significativo en la adopción de los mundos virtuales, pero está altamente correlacionado con la utilidad percibida (tesis), por lo que no hay evidencia significativa sobre su consumo hedónico, pero sí de su TAM.

### Mundos virtuales en educación
En general, los mundos virtuales en el sector educativo son ampliamente aceptados, y son vistos de forma positiva tanto por los profesionales ya iniciados en el sector, como por los nuevos, así como por los alumnos, los cuales también tienen una visión positiva de ello.
Algunos de los aspectos referidos a los mundos virtuales en educación a tener en cuenta son la facilidad de uso baja y el riesgo percibido.
Referente a la facilidad de uso percibida, aunque hay algunos estudios que muestran que la facilidad de uso de los mundos virtuales no resulta nada compleja para aquellos más inmersos en el sector del videojuego y uso de internet, hay una parte de la población, sobre todo la población no nacida con las tecnologías de la información y la comunicación bajo el brazo, que tiene dificultades para desenvolverse en el uso de éstas.
A su vez, el riesgo percibido es un factor determinante para la utilización de dichos mundos en el aula, y es que se percibe como un peligro introducir a estudiantes de determinadas edades en mundos virtuales que, por ejemplo, pueden tener una moneda dentro del juego que hace de divisa con el dinero real como Second Life, hecho que dificulta su incorporación dentro de las aulas, por no hablar de que a menudo tienen un coste mensual o requieren una  alta implicación del profesorado.
La implicación del docente requiere poner en marcha un proceso de innovación y creatividad que permita cambios pedagógicos en las áreas del saber dentro y fuera de las aulas de clase. Los futuros docentes deben tener no sólo buenos resultados y excelentes habilidades interpersonales, sino que también un profundo compromiso personal para enseñar y trabajar en las escuelas.
Otro aspecto relativo a los mundos virtuales que destaca en su aplicación dentro del ámbito educativo es la consideración de su naturaleza y flexibilidad. Estos adquieren sentido y eficacia cuando son estructurados y articulados dentro de una acción coherente que forma parte de un modelo pedagógico. Por tanto, es preciso que el docente posea una adecuada formación tecnológica y planificación del proceso de enseñanza-aprendizaje para que la integración y el manejo de los mundos virtuales educativos aporte los mayores beneficios educativos a la formación integral de los estudiantes.
La educación ha ido evolucionando gracias a las TIC, ya que coge importancia la información en formato digital, sobre todo para los profesionales, que tienen modelos de enseñanza y aprendizaje más flexibles. Esto les ayuda a tener una cultura de la globalización que rompe barreras físicas y temporales.
Un espacio virtual educativo debe tener en cuenta estos aspectos de las TIC, en primer lugar, la capacidad de trabajo en red, que les permita a los participantes estar dispersos geográficamente. En segundo lugar, facilidades multimedia e hipermedia que permitan contar con información digital similar y representada en diferentes formatos. Y, por último, una interacción persona-ordenador.
Un espacio virtual educativo debe ofrecer varios servicios educativos funcionales a los participantes en el proceso formativo. Éstos reciben una interacción síncrona, cuando están presentes "en línea" al mismo tiempo mientras se lleva a cabo el servicio, o asíncrona, cuando la presencia de todos los participantes no es necesaria para desarrollar la actividad.
Los servicios educativos pueden clasificarse en diversos grupos, por un lado el servicios de comunicación, que facilita la comunicación entre estudiante y profesor. Este grupo incluye el correo electrónico, foros de discusión, seminarios virtuales, videoconferencias o publicación de documentos en formato digital. Por otro lado tenemos el servicio de información, que ofrece información genérica estructurada para un uso concreto. Ejemplo de este servicio son las páginas web.
Por último, el grupo de trabajo cooperativo, que ofrece la posibilidad de que varias personas trabajen juntas utilizando ordenadores y tecnología informática, esto les ayuda a trabajar en equipo y un intercambio de información.

## ¿Por qué usar mundos virtuales?
Aún existe mucha controversia en cuanto a la posibilidad de desarrollar proyectos de carácter innovador que realicen aportes en entornos de enseñanza-aprendizaje. Algunas razones por las que usar los mundos virtuales serían: 
- Cambios generacionales: La evolución que se ha llevado a cabo ha producido que la población pase de ser un espectador a ser un usuario activo. Es por ello que debemos aprovechar el impacto que tiene en su vida la tecnología y crear individuos activos y visuales.[45]
- Aprovechamiento educativo: El alumno/a reordena la información y al integrarla en su estructura, logra un aprendizaje significativo.[46] En este caso, el mundo virtual realiza una función de presentación de recursos interactivos que propicia que el alumno adquiera de forma más eficaz los conceptos.

Además de estas, se puede incluir otras razones por las que usar mundos virtuales en entornos educativos son:
- Progresar en el desarrollo de valores como la empatía.
- Visitar de manera virtual algunos lugares del mundo sin necesidad de salir de la escuela.
- Posibilidad de viajar a otros tiempos de la historia.
- Potencia la imaginación y creatividad.
- Permiten ir un paso más allá de la educación, dando la posibilidad de explorar nuevas temáticas o enfatizar la atención o curiosidad en propuestas no planteadas.
- Se puede introducir en cualquier materia para mejorar la enseñanza.

## Elementos a tener en cuenta en el diseño de una acción educativa en un mundo virtual

### Conceptos
Se refiere a la enseñanza teórica donde se incluyen aspectos como definiciones, hitos y datos a sintetizar. Se pueden emplear infinidad de recursos que aportan los mundos virtuales tales como presentaciones multimedia. Otros medios incluyen las anotaciones, los gráficos o el material impreso a través de los textos.
En un mundo virtual la enseñanza de conceptos, definiciones, datos, fechas, etc., se puede realizar a través de anotaciones, material escrito, presentaciones multimedia, etc. 
Los mundos virtuales tienen suficientes recursos para satisfacer la exposición de texto, vídeos, presentaciones, gráficos, etc. para reforzar la enseñanza de calidad y actualizada a la época de cambios metodológicos presentados en el aula para entender la educación en su totalidad englobando los estímulos positivos que ofrecen estos recursos. Hablamos de generaciones acostumbradas a un aprendizaje visual, consumidores de videojuegos y de internet que están acostumbrados a un dinamismo que los sistemas tradicionales no ofrecen. Por este motivo la creación de espacios digitales para la enseñanza puede ser una de las claves de esta reinvención educativa. Gracias a los entornos 3D se pueden mostrar conocimientos de forma visual y recrear situaciones sociales a través de las cuales enseñar valores y habilidades a los niños.

### Procedimientos
Los procedimientos cobran relevancia al emplearse un enfoque 3D. Con la intención de evitar posibles daños físicos y psicológicos en los participantes que puede acarrear la educación presencial en diversas áreas (química, física, etc.), el entorno 3D permite contrarrestar estos efectos y aproximarnos a una educación sin barreras. Los mundos virtuales para dar respuesta a este mismo fin, que permiten realizar simulaciones muy realistas donde podemos aplicar los diferentes procedimientos, evitando los componentes nocivos anteriormente descritos. El objetivo es representar los elementos básicos de la realidad de la manera más fiel posible. De este modo, la simulación aumenta su potencial educativo.
Los mundos virtuales educativos adquieren un papel clave en el aprendizaje de procedimientos, puesto que conforman un nuevo contexto pedagógico que ofrece la posibilidad de mostrar a los estudiantes conocimientos procesuales de forma dinámica y visual, recreando situaciones complejas donde el alumnado a través de una implicación directa trabaja diferentes habilidades. De esta manera, se facilitan espacios de simulación educativa que pueden ser empleados en diversas materias para tratar contenidos procedimentales de manera interdisciplinar.
En cuanto al aprendizaje constructivista,  cada alumno aprende a su ritmo. En la actualidad se han de tener en cuenta las situaciones creadas en un entorno acorde a los diversos niveles de dificultad considerando los conocimientos previos de los estudiantes y permitiéndoles replantear los conceptos erróneos que tengan de un tema. Así, a través de la reflexión e introspección se logra el procesamiento del conocimiento que se requiere alcanzar y asimilar.
El entorno digital creado por los mundos virtuales educativos también contribuye a favorecer el aprendizaje por descubrimiento mediante el que los diferentes saberes y sus relaciones son descubiertos progresivamente por las acciones del alumno, quien finalmente los reordena, incorpora y adapta a su esquema cognitivo. Por tanto, la simulación de los mundos virtuales constituye el andamiaje que potencia en los estudiantes estrategias metacognitivas, estimula su implicación en el aprendizaje y fomenta el pensamiento crítico y reflexivo, imprescindible en la toma de decisiones.
El aprendizaje inmersivo experiencial se representa por diversas actividades que permiten a los estudiantes adentrarse en un lugar parecido a la realidad pero construido de forma artificial, es decir, el mundo virtual. Las experiencias logradas son atractivas y placenteras puesto que las tecnologías de inmersión en las cuales se incluye la realidad virtual actualmente otorgan el acceso a una plataforma de aprendizaje personalizable y beneficiosa.

### Actitudes
Existe subjetividad  en este ámbito donde encontramos diferentes componentes emocionales y afectivos. Fruto de la complejidad que implican las actitudes, resalta la necesidad de fomentar predisposición hacia las diferentes tareas. Esto es entendido como el mantenimiento de una actitud positiva ante la realización de una tarea determinada. Mediante la teleformación, los mundos virtuales suponen una auténtica revolución en este ámbito. La progresiva expresividad que generan cada vez con mayor realismo los avatares, permite la expresión natural de emociones. Los retos más inmediatos se sitúan en aumentar los gestos, movimientos y capacidades de estos avatares, en relación con la expresión de emociones. Con ello, se favorecerá la mejor capacidad de entendimiento en consonancia con diferentes estadios emocionales.
Los mundos virtuales educativos permiten el desarrollo de experiencias subjetivas de inmersión gracias a su potencial expresivo, dinámico y a las posibilidades de personalización del entorno. Dependiendo de las experiencias presentadas es posible contribuir al incremento de actitudes positivas y a la adquisición de valores básicos para la socialización, tales como la empatía, la tolerancia o el respeto. Además, diversos mundos virtuales promueven el trabajo en equipo, la cooperación y la colaboración por lo que aumentan el desarrollo la inteligencia interpersonal.
A través de los mundos virtuales educativos también existe la posibilidad de fomentar la inteligencia emocional. En este ámbito destaca el proyecto Simschool, ya que permite realizar una simulación virtual del aula para trabajar las diferentes necesidades educativas del alumnado dependiendo de sus características individuales. Gracias a las potencialidades de la simulación, los mundos virtuales constituyen una herramienta para favorecer la atención a la diversidad adaptando la enseñanza a las necesidades concretas de los estudiantes.

### Competencias del docente para el uso de mundos virtuales
Los procesos de aprendizaje en general, se encuentran en continua evolución. Los docentes actuales y futuros, necesitan adquirir ciertas competencias para el uso de las tecnologías en docencia en general, y para el uso de los mundos virtuales educativos en particular. El docente debe asumir un rol de cambio, innovador, capaz de adaptarse y dar respuesta, de ser crítico con él mismo y adoptar una actitud facilitadora ante la construcción de aprendizaje.
Las competencias necesarias del docente en cuanto al uso de los mundos virtuales son adquirir los conocimientos necesarios para conocer, usar e integrarlos en su práctica docente. Además, es imprescindible que conozcan todas las posibilidades pedagógicas que puede ofrecerles para poder sacar el máximo rendimiento posible del recurso.
El mundo virtual al que hacemos referencia ha puesto en evidencia la necesidad de modificar las antiguas formas de enseñanza. Estas nuevas formas de enseñanza implican que el docente domine estrategias y competencias para estar capacitado en el conocimiento de las características de los entornos tecnológicos. Cuando hablamos de competencia, hacemos referencia a la facultad de movilizar un conjunto de recursos cognitivos (saberes, capacidades, informaciones, etcétera) para solucionar con pertinencia y eficacia una serie de situaciones.
Complementariamente generan el desarrollo de competencias genéricas y específicas  El docente incluirá al alumnado en actividades de reflexión a través de la observación, justificando una conceptualización abstracta de algún tema concreto, es por ello que el conocimiento trabajado en alguna actividad puede ser orientado o estructurado. Además, se puede guiar el proceso de aprendizaje y a la vez permitirles ser autónomos ya que podrán pasear libremente por el sitio destinado a ellos, interactuar con sus iguales, obtener información que sea de su interés mientras el maestro recibe información sobre su progreso del aprendizaje consciente e inconsciente.
Las competencias necesarias del docente en cuanto al uso de los mundos virtuales son: competencia pedagógica (habilidades didácticas, mantenimiento de la disciplina, tutoría, conocimientos psicológicos, técnicas de investigación-acción y trabajo docente en equipo, el cual es muy común entre las comunidades virtuales de conocimiento), social (acciones de liderazgo, de cooperación, de persuasión, de trabajo en equipo) y técnica (formación técnica sobre el manejo de las herramientas tecnológicas).
A su vez, resulta interesante detectar que a menudo la tecnología se introduce por introducir en el aula, sin que ella de ningún tipo de aprendizaje significativo. Se innova la tecnología pero esta se utiliza de una forma bajo la cual no se aprovecha todo su potencial. En todo caso, por parte de los profesores, aunque se ve un gran potencial en éstas tecnologías, resulta complejo de utilizarlas en el aula de forma significativa, puesto que la dedicación de los profesionales en la creación o utilización de los mundos virtuales educativos puede suponer una carga laboral muy elevada para ellos.
Debería incluir elementos de disfrute, implicación emocional y proyección de rol mientras se diseñan actividades académicas puesto que la investigación sugiere que a cuanto más disfrutan los usuarios, se involucran emocionalmente y son capaces de proyectarse a sí mismos en el entorno virtual, es más probable que utilicen el mundo virtual, mejorando su aprendizaje.
A los estudiantes se les presenta la oportunidad de participar en role play, cocreación e involucrarse en procesos educativos a tiempo real, lo cual presenta a los estudiantes una experiencia mucho más rica y gratificante.
Actualmente, las tecnologías de la información y la comunicación se han convertido en el escenario de desarrollo personal y social más habitual tanto para los jóvenes como los adultos. Por ello, es necesario un profundo conocimiento de estas herramientas por parte del docente y el alumnado, con el fin de llevar a cabo una adecuada y eficaz utilización de las mismas. Reducir el uso de las nuevas tecnologías en el aula resulta contraproducente ya que se perdería la oportunidad de aprovechar todos los recursos educativos existentes, por lo que se deben aplicar ciertas medidas de seguridad y prevención de las TIC en el aula como:
1. Controlar el tiempo de conexión.
2. Respetar al resto de usuarios.
3. Navegar por la red de forma segura.
4. Evitar proporcionar datos personales.
5. Mantener los dispositivos en buen estado.
6. Hacer uso de las diversas fuentes de información adecuadamente.

En definitiva, para conseguir lo establecido anteriormente, el docente, las familias y el alumnado deben actuar al unísono.

### Recursos
Los recursos creados en los mundos virtuales educativos deben tener ciertas características para que cumplan el objetivo con el que han sido diseñados. 
Es importante el grado de usabilidad del avatar y su interacción con el mundo virtual. A menor complejidad de utilización de los recursos tecnológicos, la experiencia educativa será más satisfactoria.
Las actividades educativas creadas deben tener correctamente definidos los objetivos de aprendizaje que se persiguen al realizarlas. 
Además de las características del recurso educativo como tal, es importante destacar los recursos necesarios para poder utilizar los mundos virtuales educativos. Para una experiencia positiva, es necesario poseer una buena conexión a internet, generadores gráficos potentes para una correcta visualización de todos los contenidos y memoria RAM suficiente para ejecutar con rapidez todas las posibilidades que ofrece el mundo virtual educativo.
Para seleccionar un entorno virtual multiusuario como entorno de aprendizaje, debemos tener en cuenta 4 elementos:
- Conocer herramientas y aplicaciones del mundo virtual para decidir el entorno de enseñanza.
- Conocer a los participantes y cómo encajan en estos mundos.
- Reflexión sobre el rol docente y discente.
- Decisión sobre las actividades más adecuadas.

## Consideraciones para el diseño de recursos
Existe una propuesta de Diseño Instruccional para actividades de aprendizaje en mundo virtual basado en 7 principios:
1. Uso accesible: elegir un mundo virtual que sea accesible y con numerosos formatos de presentación.
2. Flexibilidad, participación y presentación: utilizar diferentes estrategias como lecturas, discusiones, simulaciones, cuestionarios o ejercicios en línea.
3. Sencillo y coherente: herramientas intuitivas y no distractoras.
4. La información se presenta: es muy importante cuidar el diseño gráfico, pues hay que procurar que sea visible. Cuidado con el tipo de fuente, colores, etc.
5. Apoyar al estudiante: debemos propiciar todos los medios para tener comunicación. (chat, correo, etc.).
6. Minimizar esfuerzos físicos: es recomendable que no gastemos recursos humanos o técnicos.
7. El espacio se adapta al estudiante y a los métodos: desarrollar estrategias en línea que faciliten y fomenten estos estilos.

Además, se debe de tener claros los objetivos de aprendizaje que se pretenden conseguir y que las actividades estén en consonancia con estos.
Se introducen herramientas de comunicación, alta interacción y tercera dimensión del mundo virtual. Trata de crear un aprendizaje eficiente que garantice una calidad en la enseñanza. El Diseño Instruccional que se propone, necesita de la colaboración de todos para consensuar las ideas y problemas que vayan surgiendo a lo largo del diseño y desarrollo.
En la progresión de los elementos para diseñar recursos en mundos virtuales, destacan estas fases:
- Requerimientos: establecer metas, usabilidad y comportamientos de cada recurso.
- Concreción de elementos del ambiente virtual.
- Diseño de componentes: se moldean los materiales 3D que influyen en el recurso.
- Progreso del ambiente virtual: trabajo de elaboración técnica.
- Evaluación del ambiente virtual para verificar que cumple los requisitos.

## Uso de los mundos virtuales en educación
Sus usos son muy variados y pueden adaptarse a diferentes necesidades.
1. Escenarios de comunicaciones. Los mundos virtuales están siendo utilizados para enseñar a las comunicaciones específicas de campo. Por ejemplo, una clase de negociaciones de un Master of Business Administration puede reunirse con diferentes líderes de compañías para negociar los términos de un acuerdo.3DiTeams percuss chest[64]

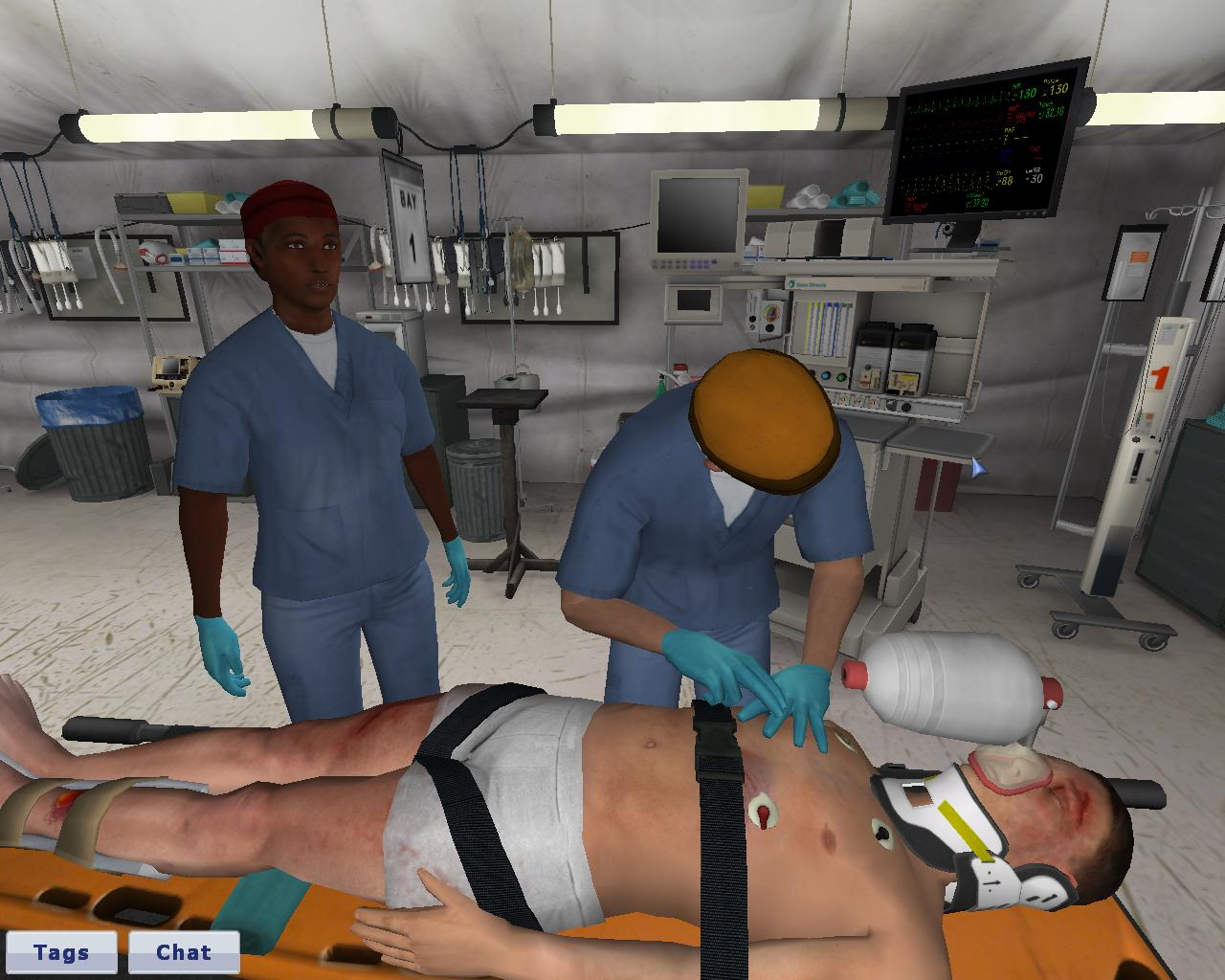
3DiTeams percuss chest

2. Herramientas de desarrollo. Algunos campos científicos están integrando las conferencias con modelos 3D con fines didácticos. Por ejemplo, en el campo de la patología forense, Second Life se está utilizando para enseñar procedimientos de autopsia.[64]
3. Puesta en una exposición. Los estudiantes del London College of Fashion realizaron un exposición virtual y crearon una construcción en Second Life para mostrar sus proyectos finales.[64]
4. Campus virtuales. Este uso se está convirtiendo en muy común. Muchas universidades están construyendo una presencia virtual para centrarse en los recursos de aprendizaje, centros estudiantiles, y en los temas de marketing.[64]
5. Aulas virtuales. Algunos profesores están utilizando la plataforma como un espacio de encuentro para que los estudiantes asistan a clases con vídeos incrustados, ilustraciones, libros electrónicos, o modelos 3D.[64]
6. Centros virtuales. Varios laboratorios y centros de investigación de prestigio, como el Point Of Care Center for Emerging Neurotechnology, están creando oficinas virtuales para discutir ideas, conocer colegas, compartir metodologías o comparar investigaciones.[64]
7. Instalaciones para conferencias. La Clínica Mayo en Second Life organiza eventos virtuales sobre enfermedades, para los residentes e incluso incluye una librería.[64]
8. Formación técnica. Un escenario virtual podría preparar estilistas para practicar los pasos del proceso de coloración. La práctica no sólo puede aumentar la confianza, sino enfatizar técnicas importantes.[64]
9. Salida de campo virtual. Esta opción es ideal si sólo se desea utilizar la tecnología para un modo de prueba o como un proyecto final. Los ingenieros pueden visitar una fábrica de productos químicos y apreciar cómo manejarían los problemas.[64]
10. Las experiencias simuladas. Para experimentar un mundo simulado. Por ejemplo, la Administración Nacional Oceánica y Atmosférica creó un mundo para simular un tsunami o un huracán.[64]
11. Lecciones de seguridad enfocada. Esto puede ser especialmente útil para ver si los estudiantes están preparados para llevar a cabo actividades peligrosas que pueden ser potencialmente mortales, tales como traumas, terrorismo o de evacuación.[64]
12. Economías en el mundo virtual. Los mundos virtuales tienen su propia moneda y economías. La moneda de Second Life es el Linden, que puede ser utilizado para comprar objetos, tierra o personalizar su apariencia virtual. Los estudiantes pueden explorar la economía de un mundo virtual. USC Marshall School of Business utiliza la plataforma para permitir a los estudiantes dirigir sus propios negocios y administrar sus propiedades de alquiler.[64]
13. Sitios arqueológicos e históricos. Algunos países están explorando replicar sitios arqueológicos para estudios de observación y de investigación públicos.[64]
14. Bibliotecas y museos: Algunos académicos de la Asociación de Bibliotecarios Americanos (American Library Association) predicen que la tecnología «cloud», junto con las plataformas virtuales puede hacer obsoletas las bibliotecas tradicionales. La Universidad de Stanford ya cuenta con una biblioteca de la universidad virtual en Second Life.World Digital Library - Launch[64]

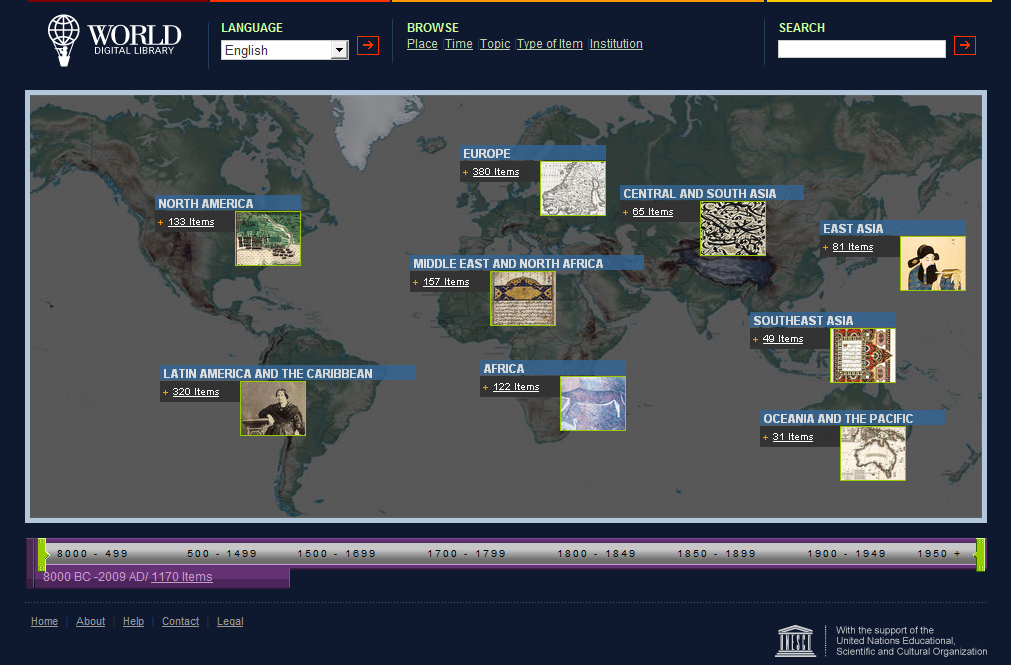
World Digital Library - Launch

15. Activismo estudiantil. Existen campus en Second Life que reúne seminarios, talleres, exposiciones y películas relacionadas con el anti-bullying, contra la violencia y la discriminación.[64]
16. Aprendizaje de idiomas. Second Life es especialmente popular para la práctica de las habilidades lingüísticas. El texto y las formas de audio del lenguaje se pueden integrar de manera significativa para apoyar el aprendizaje.[64]
17. Inmersión cultural. Algunos cursos están utilizando los mundos virtuales para recrear exhibiciones interactivas, tales como explorar el patrimonio de los pueblos nativos.[64]
18. Estudios de investigación. Puesto que el campo sigue siendo relativamente nuevo, los mundos virtuales en sí son objeto de mucha investigación académica. Cornell University’s Weill Medical College está estudiando si la tecnología virtual se puede utilizar para ayudar a las personas a lidiar con Trastorno por Estrés Postraumátic relacionado con los atentados del World Trade Center.[64]
19. Colaboración. El proceso de creación de un mundo ofrece una experiencia de aprendizaje en sí mismo. Los estudiantes deben aprender qué parámetros y aspectos deben incluirse para tener una situación real simulada o el medio ambiente. Por ejemplo, un curso de planificación urbana, podría crear un mundo que sigue los principios de un plan urbano ideal o de estudiantes de arquitectura podrían diseñar edificios para una ciudad.[64]
20. Ludificación. Utilizando como base educativa algunos juegos multijugador (tanto en 3D como en 2D) que permiten motivar e involucrar al alumnado.[64]
21. Construcción de las identidades. Un avatar es un cuerpo simulado creado por los usuarios para proyectar su identidad y acciones en un mundo virtual. Un avatar cumple más que las necesidades de comunicación: también es una representación visual del usuario, una realización "tangible" de su identidad. Los investigadores valoran los mundos virtuales educativos como laboratorios para la construcción de identidades dado que, ciertamente, hay un enlace entre la identidad en línea y el yo sin conexión. En ellos los usuarios pueden experimentar con varios aspectos de su personalidad.[65] Trabajos recientes muestran que los usuarios se dan cuenta de algunos aspectos de su "yo ideal". Esto puede tener implicaciones positivas para la autoestima así como para situaciones de diferencia como el género o la etnicidad.[66]
22. Gamificación. Un mundo virtual educativo es un modelo dinámico y simplificado de realidad que puede actuar como Juego Serio  (Serious Game) aunque no siempre sea un juego. Algunos investigadores consideran que es indispensable la noción de perder o ganar para que pueda considerarse algo como juego. Otros investigadores asocian la idea de juego solamente al aspecto lúdico y consideran que un Juego Serio es cualquier aplicación informática que tiene como objetivo combinar aspectos serios (Serious) como la educación, el aprendizaje, la comunicación, la información con aspectos lúdicos (Games) relacionables con el entretenimiento.[67]
23. Prácticas profesionalizadoras. Utilizando el mundo virtual para simular un entorno real en el que poder realizar las prácticas formativas profesionalizadoras de cualquier nivel educativo. Mediante una experiencia de juego de rol, los estudiantes participan en experiencias virtuales que les sitúan en entornos laborales y profesionales en los que poder aplicar sus conocimientos teóricos, así como desarrollar sus habilidades sociales y de comunicación. En definitiva, participar e interactuar en el mundo virtual con el objetivo de aprender y reforzar competencias como si del mundo real se tratase.
24. Explorar de forma creativa nuevos conceptos matemáticos.[68]
25. Proporcionar un ambiente para programar y colaborar.[69]
26. Promover el desarrollo social y moral a través de culturas de enriquecimiento[70]
27. Ayudar a los estudiantes a entender y experimentar la historia sumergiéndolos emocional y políticamente en contextos históricos.[71]
28. Socialización.  Los mundos virtuales se adaptan a los cambios de una sociedad en continua transformación. Las nuevas tecnologías interpretan estos cambios y nos desarrollan en tres ámbitos interaccionados : comunicación, comunidad y cooperación.[72]
29. Hábitos saludables .Recreando prácticas de actividad física y deporte por medio de ocio digital activo. Podemos encontrar  sus antecedentes en EyeToy o  Nintendo Wii.[73]
30. Realidad aumentada. Utilizando la realidad aumentada, la cámara de un dispositivo multimedia (teléfono, tableta o portátil) lee la información del objeto que  tiene delante, y en la pantalla del dispositivo aparece un material adicional que amplía la información.[74]
31. Impresión 3D. Permite potenciar la creatividad del alumno, expresando sus inquietudes, los deseos de inventar y fomentando el trabajo colaborativo entre compañeros.[75]
32. Visualización 3D. Facilita el aprendizaje de contenidos, su consolidación y memorización.[76]
33. Reconocimiento por imagen. Permite que los alumnos puedan reconocer objetos o elementos a través de sus dispositivos móviles.[76]
34. Código QR. Conectan objetos reales con cualquier contenido web. Permite crear material multimedia y actividades de forma lúdica para los alumnos.[77]
35. Historia de la literatura. El alumnado conecta con los autores del exilio compartiendo con ellos sus dircursos, mítines y fragmentos de obras literarias[78]
36. Biología. Se trata de una plataforma interactiva  Biodigital que a través del 3D que hace posible visualizar la anatomía, las diversas enfermedades y los posibles tratamientos[79]
37. Geografía. 3D Map Generator. Es un generador de mapas que permite visualizar diferentes mapas y terrenos en 3D con una perspectiva aérea. Para llevarlo a cabo se debe usar a través del programa Photoshop.[80]

Repositorio: a modo de almacén se guardarán todos los conocimientos para que los estudiantes puedan consultar y acceder fácilmente a la información pertinente.Los conocimientos serán de fácil acceso para todos los usuarios y de forma gratuita, creando contenido entre todos los participantes de forma colaborativa.
Aprendizaje multisensorial: al acceder a numerosas aplicaciones, los estudiantes podrán adquirir nuevos conocimientos a partir de la experimentación en simulaciones, navegación por numerosas fuentes de información, realismo con el 3D, etc.

## Algunos mundos virtuales educativos destacados
Existen mundos virtuales educativos como Active Worlds, Photosphere, OpenSim, Eve, Small Worlds, ScienceSim, Heritage Key, Active Worlds Educational Universe, Secret Builders, WizWorld Online, River city, etc.
Open Cobalt Metaverse Project es un proyecto que ofrece espacios de trabajo en 3D de forma gratuita. Basado en el trabajo colaborativo ofrece herramientas que para el trabajo colectivo y la creación de redes de conocimiento. Un ejemplo de proyecto educativo basado en el Open Cobalt Metaverse Project es el Edusim. En este proyecto se presenta un mundo virtual para las pizarras digitales interactivas desde el que se van a ofrecer diferentes actividades para el uso en el aula.
Simschool nos presenta una simulación virtual de una clase, de esta forma se pueden observar las distintas necesidades educativas del alumnado en función de sus perfiles concretos. Este proyecto nos va a servir para estudiar la inteligencia emocional, basándonos en modelos que van cambiando y evolucionando a lo largo del tiempo. De esta forma se podrá analizar el proceso de enseñanza aprendizaje y adaptarlo al alumnado para que todos puedan alcanzar sus metas.
WoWinSchool este proyecto está basado en el juego World of Warcraft nos permite crear un espacio colaborativo para crear actividades educativas. En este caso no se trata de un juego libre sino que exige una subscripción de pago. Aun así es conocido puesto que se trata de uno de los juegos de rol masivos multi-jugador en línea, y esta condición de familiaridad hace que sea más apreciado entre los usuarios. El trabajo y las habilidades colaborativas son pilares fundamentales para avanzar en él.
Second Life este proyecto está basado en el juego Second Life que fue uno de los mundos virtuales en el inicio de esta corriente. Este programa ofrece una gran libertad para la creación y la personalización del entorno. Hoy en día, se ha complicado el desarrollo de actividades educativas en él.
No se pueden dejar de lado las Comunidades de Juego Online, esos pequeños investigadores ocultos. Se trata de las comunidades virtuales que acompañan siempre a los videojuegos multijugador. En ellas la interacción social que se da en mundos los mundos en 3D y existe una red de contactos e intercambio de información entre los  jugadores. Para sobrevivir deben desarrollar las aventuras y colaborar entre ellos. La parte más enriquecedora de  las comunidades de juego en línea para los educadores  es el gran volumen de herramientas, modificaciones, añadidos y texturas etc. En juegos en los que es posible desarrollar modificaciones del juego, la comunidad nos ofrecerá diversas herramientas nuevas que podemos aprovechar.
En cuanto a las actividades educativas que pueden realizar los docentes de educación primaria y que contribuya al trabajo de la Competencia digital a partir del uso de los mundos virtuales, se destacan los siguientes: WHYVILLE (este mundo virtual puede ser trabajado en los momentos en los que en la programación de aula se traten unos determinados contenidos como el mercado, situación geográfica, inmersión lingüística, sin perder la  flexibilidad del currículo promoviendo la aplicación de la competencia digital en entornos simulados), PANFU (entorno orientado a la interactividad con los otros; se realizan misiones que fomentarán el trabajo de contenidos formativos como inmersión lingüística, identificación, competencia matemática, aprendizaje social y ciudadano, reciclaje, cuidado del entorno y respeto a los demás), y QILANIA (contiene una red social y trabaja áreas como el cálculo, la memoria, la creatividad, y potencia la escritura y la comprensión lectora).

## Ventajas e inconvenientes de los mundos virtuales educativos
Los mundos virtuales 3D aplicados a la educación son una herramienta similar a la educación presencial lo que mejora las experiencias del estudiante e-learning. Entre las ventajas y desventajas que ofrecen, se encuentran:
Entre las ventajas que ofrecen los mundos virtuales 3D aplicados a la educación, encontramos que es un espacio en el que los usuarios participan de forma simultánea en un lugar compartido a tiempo real, que permiten la inmersión en un mundo virtual de tres dimensiones representativo de la realidad, fomenta las interacciones sociales y las sensaciones de pertenencia a un grupo afín, promueven actividades centradas en el alumno, por lo que así tiene el control y a través de su avatar interactúa con el entorno y con otros usuarios, facilita las tareas de aprendizaje, ya que se hace en un entorno gamificado.
Además, es de fácil acceso y utilización. Así como la interacción alumno-profesor es en tiempo real lo que permite que las respuestas entre ambos sean similares al estilo presencial y puedan trabajar perfectamente en equipo. Por otro lado, la Interactividad permite también la adaptación de contenidos individualmente. A su vez, la gamificación permite establecer actividades lúdicas en grupo, basadas siempre en unos conocimientos previos, consiguiendo así que se adquiera un aprendizaje significativo.
Además permite la adaptación a las necesidades de aprendizaje del alumnado a través de una gran variedad de recursos, posibilitan las interacciones con personas de todo el mundo, facilitan el trabajo asincrónico, ayuda a las personas con movilidad reducida, ya que pueden realizar actividades sin requerir un desplazamiento y aporta herramientas sencillas para la creación de contenidos virtuales tales como objetos tridimensionales, libros virtuales y laboratorios de física.
Por otro lado el mundo virtual educativo presenta inconvenientes tales como: es un lugar en el que no se suelen trabajar los documentos escritos como PDF, Word y PowerPoint, dificulta las interacciones sociales con respecto al lenguaje no verbal, presenta pasividad, el alumnado no lo percibe como un lugar de aprendizaje, en algunos casos no existe una estructura pedagógica en la información y en los recursos multimedia, otro problema realmente complejo es la dificultad de coincidir a tiempo real en los mundos virtuales con personas que tengan diferentes zonas horarias, presentan problemas técnicos de alta complejidad y, además tienen unos altos costes de mantenimiento, son frívolos y superficiales, son adictivos y son entornos que, normalmente, tienen mucha información visual y por tanto, las personas con discapacidad en este sentido quedan excluidas.

## Recomendaciones del uso de las TIC según la edad
En base al desarrollo psicoevolutivo de los niños y adolescentes según distintos estudios se categoriza el uso responsable de las tecnologías en distintas etapa. A los niños de cero a tres años se les debe limitar el tiempo con el objetivo de establecer rutinas o hábitos de la vida diaria para no sobreestimularlos, la utilización de las tecnologías debe ser guiada por un adulto y la selección de los juegos debe potenciar la experimentación autónoma. Los niños de tres a seis años deben tener unos horarios y situaciones establecidas para su uso, ya que a estas edades los juegos pueden llegar a ser muy adictivos, éstos deben fomentar el juego simbólico, puesto que les ayuda a comprender y asimilar el entorno que le rodea. En cuanto a los niños de seis a nueve años siguen necesitando atención, seguimiento, supervisión, ayuda de los adultos, aparte de una elección responsable, además, se hace necesario una explicación del funcionamiento de los mundos virtuales educativos, porque es el momento de iniciarlos en ideas clave sobre la seguridad en la red, así como, fomentar la participación en la elección de juegos y recursos de forma cooperativa. En cuanto a los niños de diez años o más, se les debe seguir acompañando en el empleo de las tecnologías, incluso compartiendo partidas y competiciones con ellos, además, es un momento clave para enseñarles que las TIC son una herramienta con diversas utilidades y también se debe aprovechar para ofrecerles entornos que favorezcan el pensamiento como proceso complejo de razonamiento, lógica, observación, percepción, predicción y análisis.